# Tatjana Wassiljewna Korschunowa
Tatjana Wassiljewna Korschunowa (russisch Татьяна Васильевна Коршунова; * 6. März 1956 in Ramenskoje, Russische SFSR) ist eine ehemalige sowjetische Kanutin.

## Karriere
Tatjana Korschunowa sicherte sich bei den Weltmeisterschaften 1974 in Mexiko-Stadt die Silbermedaille im Vierer-Kajak über 500 Meter, ihre erste internationale Medaille. Im selben Jahr nahm sie im Einer-Kajak auf der 500-Meter-Strecke auch an den Olympischen Spielen 1976 in Montreal teil. Sie gewann ihren Vorlauf in 2:11,58 Minuten und qualifizierte sich dadurch für die Halbfinalläufe. Erneut gelang ihr ein Sieg, diesmal in 2:07,90 Minuten, sodass sie in den Endlauf einzog. Mit einer Rennzeit von 2:03,07 war Korschunowa nochmals schneller als in den beiden Rennen zuvor, musste sich aber dennoch Carola Zirzow aus der DDR geschlagen geben, die in 2:01,05 Minuten die Ziellinie als Erste überquerte. Die Ungarin Klára Rajnai wurde Dritte.
Bei den Weltmeisterschaften 1977 in Sofia gewann Korschunowa sowohl im Einer-Kajak als auch im Vierer-Kajak jeweils über die 500-Meter-Distanz die Bronzemedaille. 1979 folgte in Duisburg ihr vierter und letzter Medaillengewinn, als sie mit dem Vierer-Kajak über 500 Meter wie schon 1974 Vizeweltmeisterin wurde.